# Cantonul La Ferté-Vidame
Cantonul La Ferté-Vidame este un canton din arondismentul Dreux, departamentul Eure-et-Loir, regiunea Centru, Franța.

## Comune
| Comune             | Populație (1999) | Cod poștal | Cod INSEE |
| ------------------ | ---------------- | ---------- | --------- |
| Boissy-lès-Perche  | 534              | 28340      | 28046     |
| La Chapelle-Fortin | 159              | 28340      | 28077     |
| La Ferté-Vidame    | 818              | 28340      | 28149     |
| Lamblore           | 375              | 28340      | 28202     |
| Morvilliers        | 129              | 28340      | 28271     |
| Les Ressuintes     | 127              | 28340      | 28314     |
| Rohaire            | 147              | 28340      | 28316     |